# Trombofilie
Trombofilie is een verzamelnaam voor verscheidene veranderingen in de bloedsamenstelling die de bloedstolling bevorderen en daardoor de kans op diepveneuze trombose of longembolie verhogen. De naam betekent vrij vertaald "neiging tot verhoogde bloedstolling". Grofweg kan trombofilie worden onderverdeeld in twee groepen: erfelijke en niet-erfelijke varianten.
De erfelijke varianten zijn: een tekort aan een van de eiwitten die de bloedstolling remmen (antitrombine, proteïne C of proteïne S). Men kan zich voorstellen dat "te weinig" remming van de bloedstolling leidt tot "te veel bloedstolling", oftewel: tromboseneiging. Deze varianten van trombofilie zijn relatief zeldzaam (<1% van de algemene bevolking). Andere erfelijke trombofiliefactoren zijn: factor V Leiden en de protrombine G20210A mutatie. Deze varianten komen veel vaker voor (resp. circa 5% en 3% van de algemene bevolking). Deze vaker voorkomende varianten geven een minder sterke verhoging van het risico op trombose. Als laatste wordt een persisterend verhoogde concentratie van stollingsfactor VIII gerekend tot trombofilie. In tegenstelling tot de eerder genoemde trombofiliefactoren is een persisterend verhoogde factor VIII-concentratie slechts in een deel van de gevallen erfelijk.
Er is eigenlijk maar één niet-erfelijke variant van trombofilie: het antifosfolipidensyndroom. Dit syndroom wordt gekenmerkt door de combinatie van:
1. herhaalde miskramen of trombose in een aderlijk of slagaderlijk vat.
2. bij herhaling aanwezige stoffen in het bloed die de bloedstolling bevorderen (lupus anticoagulans, β-2glycoproteïne-1 antistoffen of anticardiolipine-antistoffen).

Na de ontdekking van de vaker voorkomende trombofiliefactoren zoals factor V Leiden en de protrombine-mutatie G20210A (halverwege de jaren '90) werden steeds vaker patiënten met een trombose getest op trombofilie. Of het zinvol is om mensen die een veneuze trombose hebben doorgemaakt te testen op trombofilie is nu nog uitgebreid onderwerp van discussie.